# Azafady

Das Logo von Azafady

Azafady ist eine in Großbritannien registrierte regierungsunabhängige Entwicklungsorganisation mit Sitz in London und eine Partnerorganisation in Madagaskar. Sie wurde 1994 gegründet, und arbeitet in der Stadt Fort Dauphin und mit Gemeinden in der Region Anosy.

## Arbeit in Madagaskar
- Unterstützung verschiedener Gemeinden in Madagaskar durch Bereitstellung  angemessener  Sanitäranlagen
- Schutz der  Ökosysteme Madagaskars
- Menschen aus Nicht-Entwicklungsländern einen Einblick in die Probleme der Entwicklungsarbeit vermitteln
- Bereitstellung von sauberem Wasser (Brunnenbau) sowie grundlegender medizinischer Versorgung
- Errichtung von Schulen
- Aufklärung über AIDS/HIV
- Englischunterricht

Die Organisation beschäftigt etwa 70 Mitarbeiter in Fort Dauphin in Madagaskar sowie zwei Mitarbeiter im Londoner Büro. Darüber hinaus arbeiten jährlich etwa 80 Freiwillige und Praktikanten in Madagaskar und London.

## Projekte für Praktikanten und Freiwilligenarbeiter
- Pioneer Madagascar
- Lemur Venture
- Specialist Volunteering
- Short-Term Volunteering